# Базош-ле-От
Базош-ле-От (фр. Bazoches-les-Hautes) — муниципалитет во Франции, в регионе Центр, департаменте Эр и Луар, округе Шатодён. Относится к кантону Кантон-д'Оржер-ан-Бос. Население, по состоянию на 2010 год — 340 человек.
Муниципалитет расположен в 7 км к северо-западу от Артенэ, 26 км к северу от Орлеана, приблизительно в 45 км к юго-востоку от Шартра и приблизительно в 90 км к юго-западу от Парижа.

## История
2 декабря 1870 года при Базош-ле-От произошла битва между армиями генерала Ореля де Паладина и великого герцога Мекленбургского, в которой первая была разгромлена и отброшена к Артенэ.

## Демография
Динамика населения (INSEE):
| год         | 1962 | 1968 | 1975 | 1982 | 1990 | 1999 |
| численность | 423  | 502  | 405  | 265  | 300  | 289  |

Распределение населения в зависимости от пола и возраста (2006):
| Пол     | Всего | До 15 лет | 15—24 | 25—44 | 45—64 | 65—85 | более 85 |
| ------- | ----- | --------- | ----- | ----- | ----- | ----- | -------- |
| Женщины | 136   | 24        | 12    | 40    | 36    | 24    | 0        |
| Мужчины | 156   | 36        | 8     | 52    | 28    | 32    | 0        |

## Экономика
В 2007 году среди 169 лиц трудоспособного возраста (15—64 года) 129 были активны, 40 — неактивны (показатель активности 76,3%, в 1999 году составлял 61,4%). Из 129 активных работали 118 лиц (70 мужчин и 48 женщин), безработных было 11 (5 мужчин и 6 женщин). Среди 40 неактивных 6 лиц были учениками либо студентами, 15 — пенсионерами, 19 были неактивны по другим причинам.
В 2008 году в муниципалитете числились 118 налогооблагаемых домохозяйств, в которых проживало 328 лиц; медиана доходов демонстрировала 18 179,5 евро на одного потребителя.